# Cheikh El Avia Ould Mohamed Khouna
Cheikh El Avia Ould Mohamed Khouna (arabisch شيخ العافية ولد محمد خونة, DMG Šaiḫ al-ʿĀfiya walad Muḥammad Ḫūna; * 1956 in Amourj, Mauretanien) ist ein mauretanischer Politiker der Parti Républicain Démocratique et Social. Er war zweimal Premierminister von Mauretanien.

## Leben
Cheikh El Avia Ould Mohamed Khouna ist 1956 in Amourj in der Verwaltungsregion Hodh Ech Chargui geboren, verheiratet und Vater mehrerer Kinder. Seine Schulzeit verbrachte er in Néma und in einem Lycée in Nouakchott und graduierte dort im Jahr 1978. Bis 1982 studierte er am Institut d’agriculture et d’élevage Hassan II in Marokko und erlangte einen Abschluss als Ingénieur en sciences halieutiques (Fischerei-Ingenieur).
Nach beruflichen Stationen in der Fischereiwirtschaft Mauretaniens von 1982 bis 1994 wurde er Generalsekretär im Fischereiministerium und 1995 Fischereiminister. Der langjährige Staatspräsident Maaouya Ould Sid’Ahmed Taya berief ihn wenig später zum Premierminister. Seine erste Amtszeit dauerte vom 2. Januar 1996 bis zum 18. Dezember 1997. Eine zweite Amtszeit hatte er knapp ein Jahr später vom 16. November 1998 bis zum 6. Juli 2003 und war damit Nachfolger seines Nachfolgers Mohamed Lemine Ould Guig. Diese beide Amtszeiten summierten sich auf sechseinhalb Jahre. In der kurzen Zwischenzeit war er zunächst Generalsekretär des Präsidialamtes im Ministerrang und übernahm, noch vor seiner Neuberufung als Premier, das Außenministerium. In seine Amtszeit fiel die Aufnahme diplomatischer Beziehungen mit Israel, begleitet von einer Verschlechterung der traditionell guten Beziehungen zu Algerien.
Bei dem Putschversuch am 9. Juni 2003 wurde Cheikh El Avia unter dem Verdacht festgenommen, auf Seiten der Putschisten zu stehen und wurde am 6. Juli durch den bisherigen Bildungsminister Sghaïr Ould M'Bareck als Premierminister abgelöst. Cheikh El Avia konnte erst im Mai 2008 wieder ein Kabinettsamt übernehmen; er wurde erneut Außenminister in einem allerdings nur zwei Monate lang überlebenden Kabinett. Nach einer Zeit an der Spitze der mauretanischen Vertretung in Rabat wurde er an die Botschaft in Tunis versetzt und nach einigen Monaten des diplomatischen Dienstes dort am 21. Mai 2011 als Botschafter akkreditiert.
Später wurde er Präsident der mauretanischen Industrie-, Handels- und Landwirtschaftskammer. In dieser Funktion wurde er in das Präsidium der Ghorfa, der „Arab-German Chamber of Commerce and Industry“, als Mitglied berufen.